# ズニケラトプス
ズニケラトプス（Zuniceratops）は後期白亜紀チューロニアン期のニューメキシコ州周辺に生息していた角竜類である。主要な角竜類よりも約1000万年早く出現しており、角竜類の祖先形質を推定する上で重要な生物である。
ズニケラトプスは体長およそ3-3.5メートル、高さは腰部で約1メートル、体重は100-150kgほどであったと考えられている。首から後頭部にかけてのフリルには穴が空いていたが、縁頭頂骨（epoccipital）を欠いていた。額に角を持つ北米のケラトプス科の恐竜としては、既知のもので最も古い属である。この角は個体の成長と共に大きくなるものであったと考えられている。

## 発見と同定
ズニケラトプスは1996年、当時まだ8歳だったクリストファー・ウルフ少年（Christopher James Wolfe, 古生物学者 ダグラス・ウルフ博士の息子）によって、ニューメキシコ州西央部のモレノヒル層（Moreno Hill Formation）から発見された。この時出土したのは1つの頭骨と、ほか数個体分の骨であった。近年になって新たな骨が1つ見つかり、当初は同恐竜の鱗状骨ではないかと考えられていたが、その後ノトロニクス（Nothronychus）という別の恐竜の坐骨であると同定されている。

## 分類
ズニケラトプスはプロトケラトプスのような初期の角竜類と、後期に出現した大型で巨大な角やフリルを持つ角竜類との進化的な中間段階にあるものの一例とされている。これはケラトプス類の系統が北アメリカ大陸に起源を持つという理論を支持するものである。最初に発見されたズニケラトプスの標本は単根歯（ケラトプス科では稀）だったが、後の標本では複根歯となっている。この事はズニケラトプスの歯が成長と共に単根歯から複根歯へと変化していったことを示唆している。ズニケラトプスは他の角竜類と同様に草食動物であり、群れをなして行動していたとされている。

## 大衆文化中のズニケラトプス
ズニケラトプスは2001年に放送されたディスカバリーチャンネルのドキュメンタリー番組『恐竜再生（原題:When Dinosaurs Roamed America）』にて、ノトロニクスやススキティラヌス（同作ではドロマエオサウルスやコエルロサウルス類として登場）などと共に登場した。